# St. Thomas (Gunzenheim)

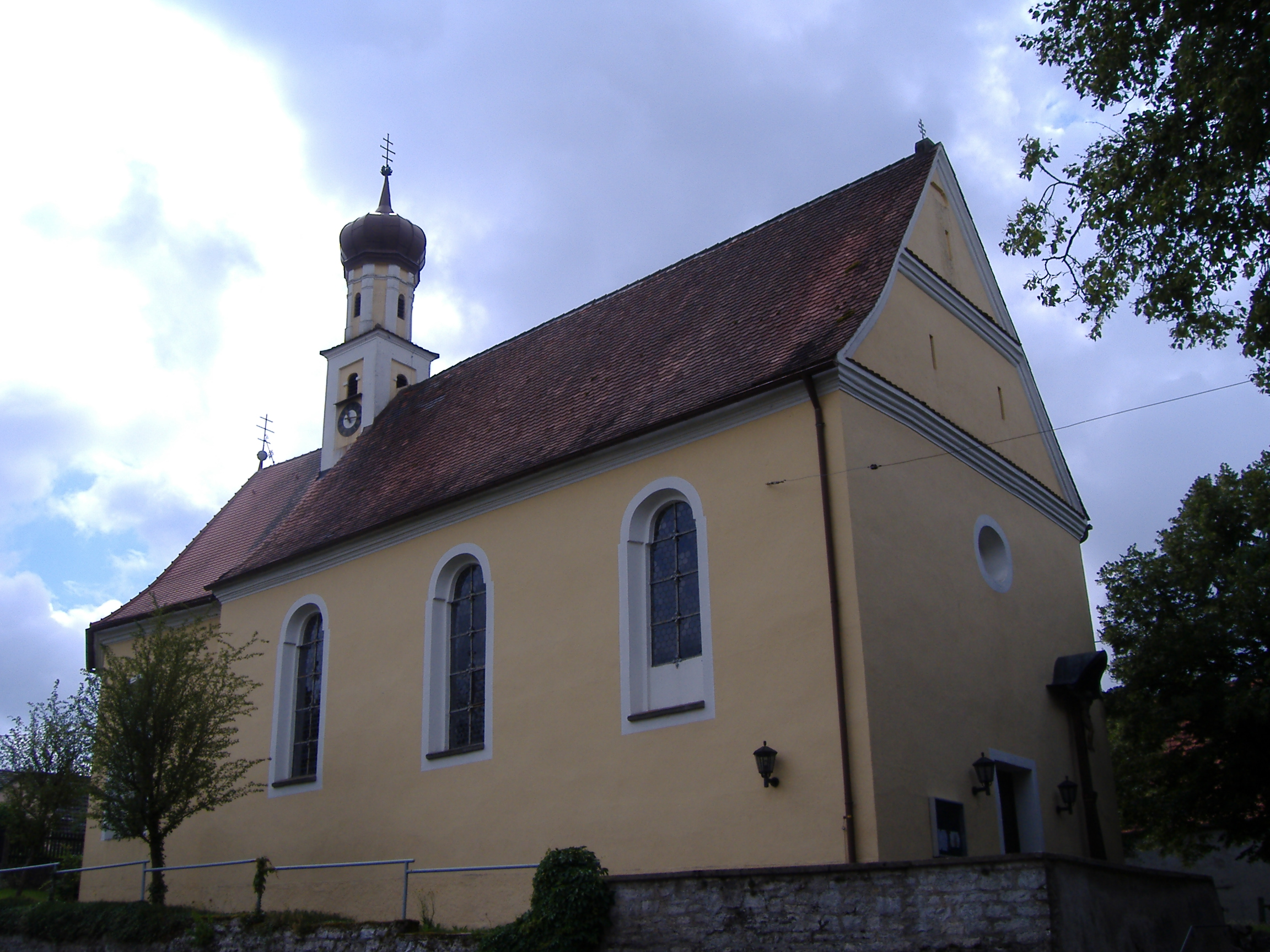
St. Thomas in Gunzenheim

Die römisch-katholische Expositurkirche St. Thomas, eine ehemalige Wallfahrtskirche, steht in Gunzenheim, einem Gemeindeteil des Marktes Kaisheim im Landkreis Donau-Ries im Regierungsbezirk Schwaben von Bayern. Das Bauwerk ist  in der Liste der Baudenkmäler in Kaisheim als Baudenkmal unter der Nr. D-7-79-169-30 eingetragen.

## Geschichte
Die Kirche wurde 1671 errichtet, nachdem der Vorgängerbau im Dreißigjährigen Krieg zerstört worden war. Betreut wurde die Gemeinde seit 1049 von den Benediktinern des Klosters Heilig Kreuz. 1709 wurde die Kirche unter Abt Amandus Röls erweitert und im Laufe der Jahrhunderte mehrmals renoviert. 1981 wurde die Kirche gründlich renoviert.

## Beschreibung
Das Langhaus wurde 1709 an eine 1671 errichtete Kapelle nach Westen angebaut. Die Kapelle wurde zum jetzt eingezogenen, dreiseitig geschlossenen Chor umgestaltet. Aus dem Dach des Chors erhebt sich ein quadratischer Dachreiter, der mit einem achteckigen Geschoss aufgestockt und mit einer Zwiebelhaube bedeckt wurde.
In dem mit Marmorsäulen, Heiligenfiguren und vergoldetem Stuck üppig ausgestatteten Altar wird eine Madonna im Strahlenkranz präsentiert, die lange Zeit als Gnadenbild galt, zum dem regelmäßige Pilgerfahrten stattfanden.